# Hugo Carvajal
Hugo Armando Carvajal Barrios (Puerto La Cruz, 1 de abril de 1960), conhecido pelo epíteto El Pollo (“O Frango”), é um diplomata venezuelano e general reformado. Foi diretor da inteligência militar da Venezuela durante dois períodos distintos, de julho de 2004 a dezembro de 2011, sob o governo de Hugo Chávez, e novamente entre 2013 e 2014, já durante a presidência de Nicolás Maduro.
Em 12 de abril de 2019, foi detido na Espanha em virtude de um mandado de prisão expedido pelas autoridades dos Estados Unidos, relativo a acusações de tráfico de entorpecentes datadas de 2011. Posteriormente à aprovação de sua extradição pelo judiciário espanhol, Carvajal evadiu-se e permaneceu foragido. Em 26 de março de 2020, o Departamento de Estado dos Estados Unidos anunciou uma recompensa de 10 milhões de dólares em troca de informações que conduzissem à sua captura, vinculando-o a atividades de narcotráfico e narcoterrorismo. No ano de 2021, foi novamente apreendido, desta vez em Madri, vindo a ser extraditado, dois anos depois, para os Estados Unidos. No ano de 2025, Carvajal declarou-se culpado de todas as acusações criminais a ele imputadas.

## Biografia

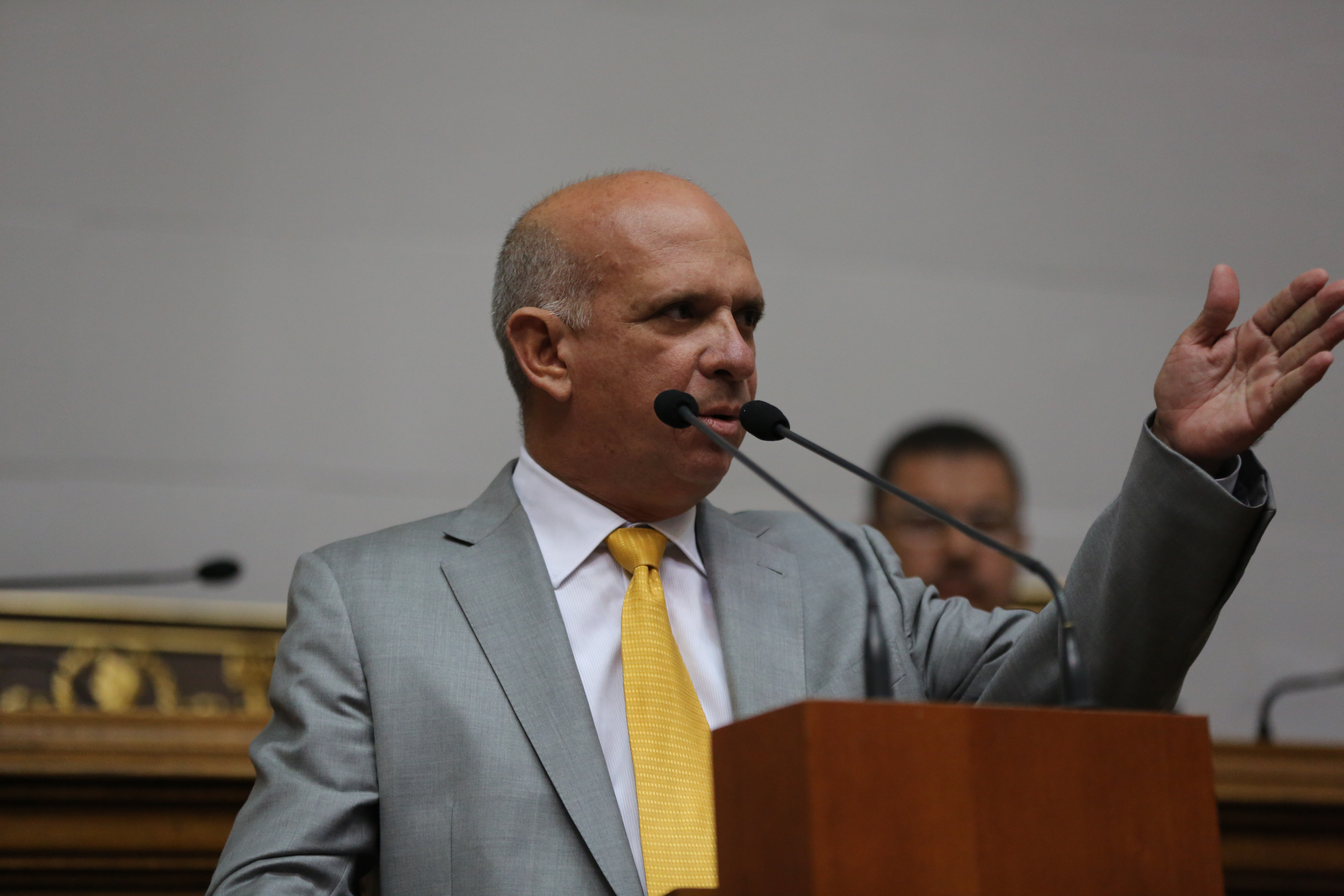
Carvajal na Assembleia Nacional da Venezuela.

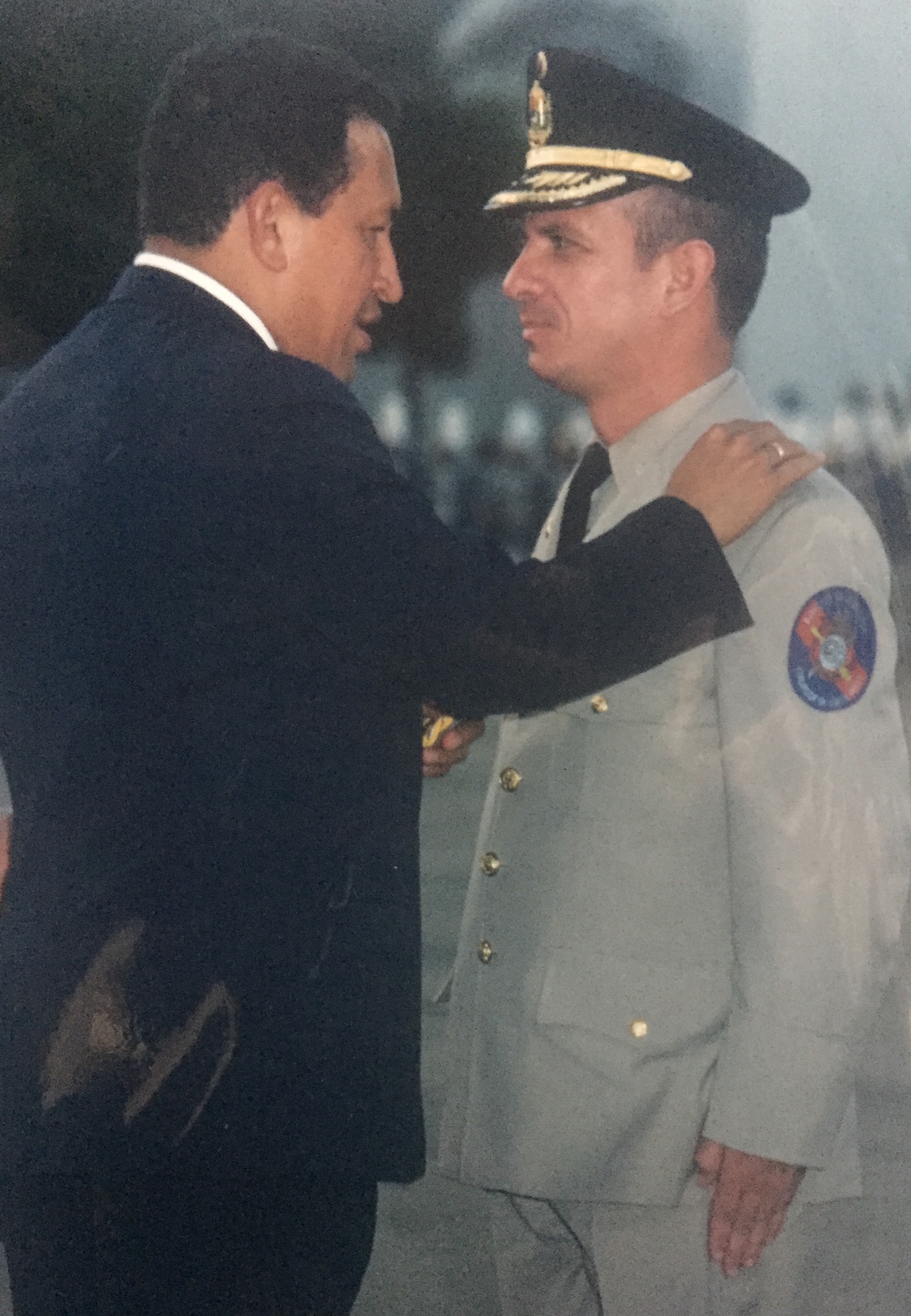
Hugo Cháves e Carvajal.

Concluiu seus estudos na academia militar em 1981. Sua irmã, Wilma Carvajal, foi prefeita do município de Cedeño.
Em 2008, foi incluído na "Lista Clinton", que identifica indivíduos e autoridades suspeitas de envolvimento com o narcotráfico.
Foi eleito para a Assembleia Nacional da Venezuela, como representante do Estado de Monagas, em 2016.

### Apoio a Juan Guaidó
Em 21 de fevereiro de 2019, durante a crise presidencial venezuelana, Carvajal fez um vídeo em apoio a Juan Guaidó como presidente interino da Venezuela e criticou a presidência de Nicolás Maduro. Carvajal pediu que as forças militares venezuelanas rompessem as fileiras e permitissem o envio de ajuda humanitária para a Venezuela.
Foi expulso das Forças Armadas venezuelanas em 4 de abril de 2019, por decisão de Maduro, motivado por traição.

### Prisões
Em 12 de abril de 2019 foi preso na Espanha acusado de tráfico de drogas com base em um mandado emitido pelos Estados Unidos.
Em setembro de 2021, foi preso novamente pelas autoridades espanholas depois de se esconder em Madri por dois anos.

### Relações com Tráfico de drogas

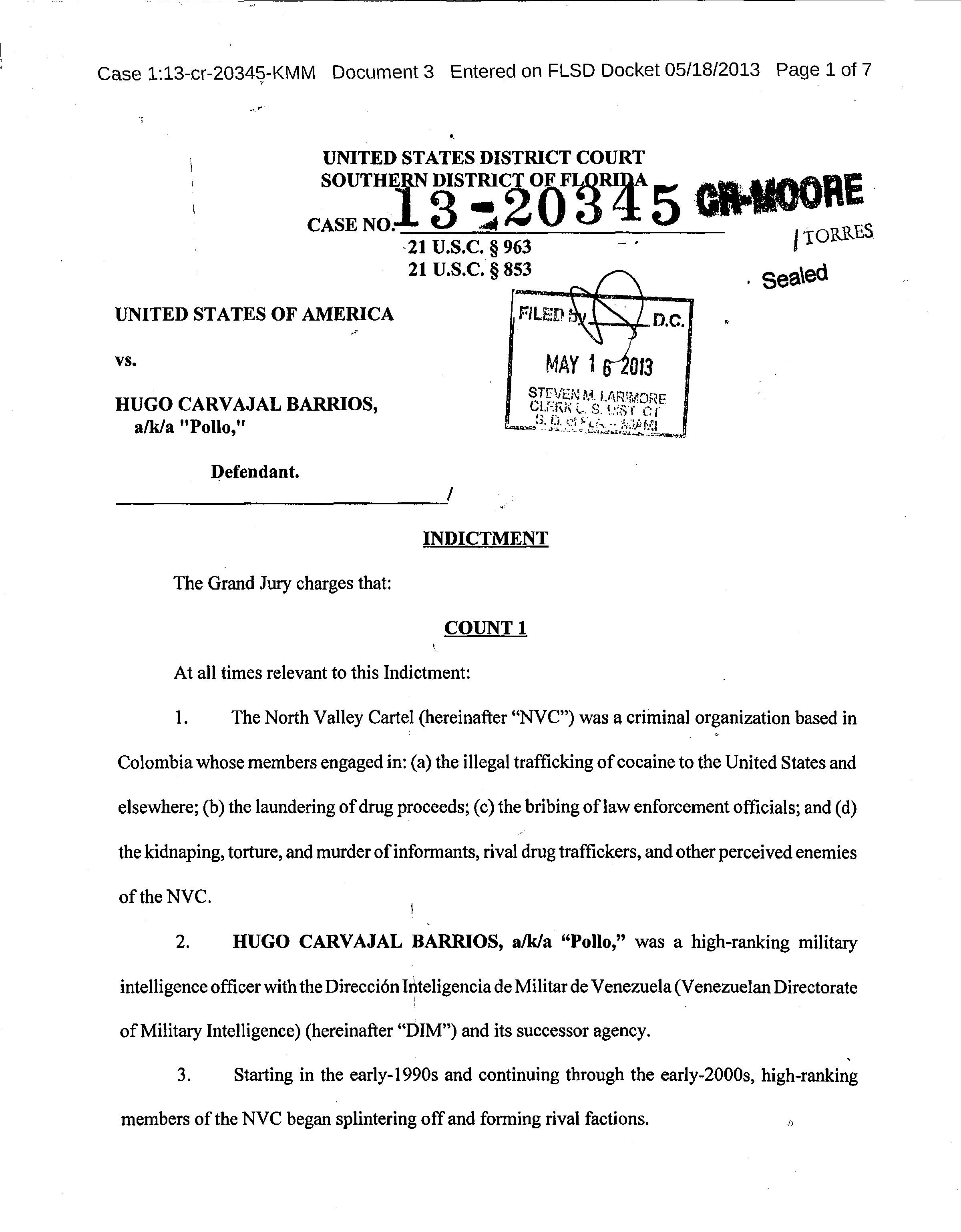

O Escritório de Controle de Ativos Estrangeiros (OFAC), responsável por documentar designações no Departamento do Tesouro, identificou Carvajal como protetor de carregamentos de cocaína que o grupo guerrilheiro colombiano FARC estava passando para o território venezuelano e, ao mesmo tempo, forneceu-lhe armas durante seu tempo como um grupo insurgente. Também foi acusado de permitir o estabelecimento de bases de guerrilha em áreas desabitadas do estado de Apure, e fornecer aos membros das FARC documentação para credenciá-los como funcionários do governo, para que pudessem entrar e sair da Venezuela com facilidade. Foi acusado por Washington de ter recebido pagamentos do chefão colombiano assassinado Wilber Varela, conhecido como "Jabón", em troca de proteção e outros favores. Também em março de 2008, foram encontradas informações e documentos no computador de Raúl Reyes que comprometiam Carvajal.
Após a morte de "Jabón", (janeiro de 2008), segundo informações da OFAC, os cartéis mexicanos continuaram a pagar favores a Carvajal e a outros altos funcionários venezuelanos relacionados com o narcotráfico e a conspiração.

### Acusações de narcoterrorismo e extradição
Em 26 de março de 2020, foi acusado pelo governo dos Estados Unidos de narcoterrorismo, por participar de planos de narcoterrorismo e de importar cocaína para os EUA, além de transportar um carregamento de 5,6 toneladas da droga que foi da Venezuela para o México em abril de 2006.
Ainda, de acordo com o Departamento de Estado americano, Carvajal teria ajudado a fornecer armas de nível militar às Farc, incluindo metralhadoras, munições, lançadores de foguetes e equipamentos explosivos.
No dia 20 de outubro de 2021, a Suprema Corte da Espanha concordou com a extradiçao. Em 2023, foi extraditado da Espanha para os Estados Unidos, após mais de dez anos de esforços do Departamento de Justiça dos Estados Unidos para trazê-lo para solo americano. Numa tentativa de evitar sua extradição aos Estados Unidos, Carvajal começou a colaborar com a Justiça espanhola em uma investigação sobre o financiamento ilegal do partido de esquerda Podemos, e afirmou que um dos fundadores da sigla, Juan Carlos Monedero, recebeu dinheiro da estatal de petróleo PDVSA sem nunca ter prestado serviços.

### Acordo de colaborações

#### Justiça espanhola
De acordo com a Revista Crusoé, Carvajal entregou a um juiz espanhol diversos documentos em que admite ter financiado ilegalmente movimentos políticos de esquerda na América Latina e na Europa. O material foi obtido pelo jornal espanhol Ok Diario. Em um informe para o Tribunal Central de Instrução número 6 com o título "Financiamento Ilegal do 
Podemos", nome de um partido de esquerda espanhol, Carvajal disse que o governo venezuelano chegou a financiar Lula da Silva no Brasil. No entanto, Carvajal precisa provar com documentos suas acusações.

#### Justiça americana
Em 26 de junho de 2025, declarou-se culpado em um tribunal distrital dos Estados Unidos por conspiração com as Forças Armadas Revolucionárias da Colômbia (FARC) e participação em um esquema de narcotráfico.
De acordo com o procurador Jay Clayton, "a realidade perturbadora é que poderosos funcionários de governos estrangeiros estão conspirando para inundar os EUA com drogas que matam e debilitam", afirmou. Ainda segunda o procurador, "a confissão de culpa de hoje demonstra nosso compromisso em responsabilizar funcionários estrangeiros que abusam de seu poder para envenenar nossos cidadãos. Elogio os esforços extraordinários de nossos aliados na aplicação da lei na Divisão de Operações Especiais da DEA e de nossos outros parceiros na aplicação da lei aqui e no exterior", alegou Clayton.